# Dezomorfin
A dezomorfin (C17H21NO2, INN: dihidrodezoximorfin) egy opioid analgetikumként (nyugtatóként és fájdalomcsillapítóként) alkalmazott hatóanyag a gyógyászatban. Nyugtató és fájdalomcsillapító hatása mintegy 8-10-szer erősebb a morfinénál, és 3-4-szer erősebb a heroinénál.

## Története
1932-ben igazolták először az Amerikai Egyesült Államokban.

## Alkalmazása a gyógyászatban
A svájci gyártó (Roche) Permonid márkanéven hozza forgalomba. Gyorsabb és rövidebb ideig tartó hatása mellett a szervezetbe juttatása viszonylag enyhébb hányingerrel vagy légzésdepresszióval járó mellékhatást eredményez az azonos mennyiségben adagolt morfinhoz képest. 

## Nem gyógyászati felhasználása

### Kábítószer avagy „A Krokodil”
2010-ben Oroszországban megugrott a szerrel való visszaélések száma. Az ottani illegális drogkereskedelemben történt nagyfokú térhódítása mögött a szer kereskedelmének oroszországi hiányos jogi szabályozása és olcsó, viszonylag egyszerű kodein szintézissel történő előállítása áll. A szer gyógyszerelőanyagának (α-klorokodid) neve után Oroszországban az utcai szlengben a „Krokodil” (oroszul: крокодил) elnevezés terjedt el. A heroin egy olcsóbb alternatívájaként árulják, mivel Oroszországban a kodein tabletták recept nélkül is kaphatók. A dezomorfin házilagos előállításáról 2002-ben számoltak be először Kelet-Szibériában, de azóta egész Oroszország területén és a szomszédos volt szovjet köztársaságokban is terjed. 2011-től a második leggyakoribb kemény drog Oroszországban a heroin után, és bizonyos régiókban az újonnan diagnosztizált drogfüggők 90%-a is a szer fogyasztói közül kerülnek ki. A szer könnyen elkészíthető kodein, jód és vörösfoszfor felhasználásával, melynek gyártása hasonló eljárásokat követ, mint a metamfetamin, a pszeudoefedrin gyártása, de a dezomorfin effajta előállítása rendszerint túlzottan magas hatóanyag-tartalmú, és különböző mérgező és maró hatású melléktermékkel erősen szennyezett végterméket eredményez. Mivel ezt a „mixet” mindenféle további tisztítás nélkül rutinszerűen közvetlenül injekciózzák, a „Krokodil” hírhedtté vált az általa előidézett súlyos szöveti károsodásról, visszérgyulladásról és üszkösödésről, mely előbb-utóbb a végtag amputációjához vezet a hosszú távú kábítószer-fogyasztóknál. Gyakran a szöveti károsodás olyan magas fokú, hogy a függők várható élettartama nem több két-három évnél.
A magyar jogban a dezomorfin gyógyszerelőanyagának, a kodeinnek 1 grammja feletti mennyiség birtoklása jelentős mennyiségnek számít, a vele való visszaélés a jelenleg hatályos szabályok szerint már ennél kisebb mennyiség esetén is bűncselekmény.

## Előállítása
Lényegében egy morfin-származék. Hagyományos szintézise az α-klorokodiddal indul, melyet tionil-klorid és kodein reakciójából nyernek. A α-klorokodid katalitikus redukciója eredményezi a dihidrodezoxikodeint, melyből demetilálás útján nyerik a dezomorfint.

## Fordítás
- Ez a szócikk részben vagy egészben a desomorphine című angol Wikipédia-szócikk fordításán alapul.  Az eredeti cikk szerkesztőit annak laptörténete sorolja fel. Ez a jelzés csupán a megfogalmazás eredetét és a szerzői jogokat jelzi, nem szolgál a cikkben szereplő információk forrásmegjelöléseként.